# 基德朗鎮區 (愛荷華州伍德伯里縣)
基德朗鎮區（英語：Kedron Township）是位於美國愛荷華州伍德伯里縣的一個行政鎮區。

## 地方資料
根據2010年美國人口普查的數據，基德朗鎮區的面積為94.81平方千米，當中陸地面積為94.56平方千米，而水域面積為0.25平方千米。當地共有人口750人，而人口密度為每平方千米7.91人。